# 増谷康紀
増谷 康紀（ますたに やすのり、1961年7月5日 - ）は、日本の男性声優、ナレーター。北海道雨竜郡妹背牛町出生、札幌市出身。青二プロダクション所属。

## 略歴
小学生の頃は雨竜郡妹背牛町に住んでいた。
物心がつく前の小さい頃は目立ちたがりだったようで、近所にあった祖父母の家に遊びに行き、雑誌に掲載されていた替え歌などを、こたつの上にあがり歌っていたという。その時は全然覚えていないが、心の奥底には人前で何かをして見せることへの喜びが残っていたかも知れないという。小学・中学・高校の頃は、特に趣味も持たなかった地味な子供で、いじめもあっていたという。
アニメ・特撮については子供の時から好きだった。
しかし好きなことと仕事は別と思い、北海道大学工学部精密工学科卒業後、声優になる前は東芝半導体事業部の会社員として技術職をしていた。その後、30歳を節目に「好きなことで勝負しないと勝てない」と思い、目指し方（養成所）のことが具体的に分かるなどが重なり、声優になることを決めた。
青二塾東京校14期生。同期に神谷浩史、稲田徹、丹下桜、豊嶋真千子らがいる。
同塾に入塾した当初、自己都合で退職する場合、職場に迷惑が掛からないよう、辞職を願い出てから1ヶ月間は担当していた仕事の引継ぎなどをする事になっていた。養成所の入所オーディションを受け、合格の発表を貰ってから辞表を提出したため、1993年4月末のゴールデンウィーク前まで東芝に通っていた。
アルバイトとしては、1年目は台湾小料理の店をしていた。その店は制服に特徴があり、デザインがほとんど、『ドラゴンボール』の亀仙流の服のようで背中に「悟」の一文字で、コスプレのようであったという。その後、後述の通り、大学に劇団に所属していたため、その関係で回って来るアルバイトは、着ぐるみに入る仕事であった。最初にしたのはハローキティの着ぐるみに入るアルバイトであった。戦隊ショーのスーツアクターも何度かしており、『太陽戦隊サンバルカン』のバルシャークをしていた。
アニメでの初主演は『アミテージ・ザ・サード』のロス・シリバス役となる。
『富士見二丁目交響楽団』のドラマCDで主役の一人桐ノ院圭を演じ、そのファンの集いにて出会った桐ノ院ファンの女性と交際し結婚、その経緯について同CDフリートークにて明かしている。
アマチュア時代からニフティサーブのアニメフォーラムで「ニンジャマスター」のハンドルネームで活動していた。

## 人物
なかなかの美声の持ち主。声優としては、多数のアニメ、ゲーム、洋画、CDドラマに出演し幅広い役柄を演じている。一方、ナレーターとしては、多数のテレビ番組にも出演している。
大学生時代はアニメ研、劇団に所属していた。その時は高校時代からの同級生だった女の子が演劇が好きなだけなのだが、劇団に入団しよかようかどうか決めかねていると言うのを聞いていた。その時期、その人の事を憎からず思っており、「自分が先に入って誘えば、その人も決心がつくのではないか」と考えたこと、受験で抑圧されていた反動で、勉強以外の新しい何かを始めたいと思ったためであった。入団した後に何度が誘ったが、その女の子は、健康上の理由で入団するのを断念してしまったという。その後は約4年間演劇をしていたという。
趣味はパソコン。特技はモノマネ。日本漢字能力検定2級、日本語検定1級、基本情報技術者試験（旧：2種情報処理技術資格）の資格を取得している。
2つ違いの兄がいる。

## 出演
太字はメインキャラクター。

### テレビアニメ
1993年
- SLAM DUNK（武里の監督、小池〈3代目〉）

1994年
- キテレツ大百科（1994年 - 1995年、レポーター、隊長、右大臣）
- キャプテン翼J（サークーン・コンサワット、見上辰夫〈39話〉、ミツルの父）
- ツヨシしっかりしなさい（老人B、鉄、運転手）
- 美少女戦士セーラームーン シリーズ（1994年 - 1996年、審判、医者、バクバク野郎、男、親父） - 2シリーズ

1995年
- 空想科学世界ガリバーボーイ（男、レジスタンス、教官、科学者B、スノーキラー、パンダ）
- ご近所物語（男子生徒）
- ドラゴンボールZ
- ママレード・ボーイ（男性）

1996年
- ゲゲゲの鬼太郎（第4作）（1996年 - 1998年、輪入道、風ほうこう、赤舌、一本だたら、ジャイアント 他）
- 地獄先生ぬ〜べ〜（大月良彦、学生、老紳士）
- ドラゴンボールGT（科学者ロボ / 科学者M2）

1997年
- 逮捕しちゃうぞ（山手線運転手）

1998年
- 時空探偵ゲンシクン（ハイネ）
- 星方武侠アウトロースター（フレッドの護衛）

1999年
- デジモンアドベンチャー（エテモン / メタルエテモン）

2000年
- 機巧奇傳ヒヲウ戦記（タンドリー）
- ONE PIECE（2000年 - 2024年、ジェロニモ、ビリー、ディスコ、ジャンバール、マクガイ、ヤマカジ、ジャルマック聖、五老星 / シェパード・十・ピーター聖、ドラッグ・ピエクロ、ラーメン王、ガゼルマン、弥太っぺ、四鬼 他）

2001年
- ののちゃん（秋田健一）
- パチスロ貴族 銀（台場遼）
- RAVE（ナレーション）

2002年
- Witch Hunter ROBIN（神乃崎智和）
- キン肉マンII世（2002年 - 2006年、ガゼルマン、スペシャルマンJr、バアロノス 他） - 3シリーズ
- 最終兵器彼女（逃亡兵）
- サイボーグ009 THE CYBORG SOLDIER（キーリー）
- 釣りバカ日誌（2002年 - 2003年、岩田常務、源五郎）
- デジモンフロンティア（メルキューレモン / セフィロトモン / ブラックセラフィモン）
- 爆闘宣言ダイガンダー（エイハブ、ジャッキー1号）
- フルメタル・パニック!（無線）

2003年
- エアマスター（久坂、青年B）
- カレイドスター 新たなる翼（パトロワ氏）
- 金色のガッシュベル!!（ノリトハッサミー）
- .hack//黄昏の腕輪伝説（砂嵐三十郎）
- ふたつのスピカ（佐野）
- 名探偵コナン（2003年 - 2024年、ボーイ、道後光貞、軽尾明児）

2004年
- 今日からマ王!（ハリス）
- サムライガン（氷室玄八郎）
- トランスフォーマー スーパーリンク（メガザラック）
- 冒険王ビィト（2004年 - 2005年、ヤギール、里人、イーブル） - 2シリーズ
- ボボボーボ・ボーボボ（博士）
- リングにかけろ1（檜山）

2006年
- 怪 〜ayakashi〜四谷怪談（僧侶）
- シルクロード少年 ユート（119）
- 出ましたっ!パワパフガールズZ（被害者のおっさん、ジャイアントパンダマスク）
- ツバサ・クロニクル（夜叉王）
- DEATH NOTE（英語教師）
- NIGHT HEAD GENESIS（霧原幸彦）
- 祝!(ハピ☆ラキ)ビックリマン（2006年 - 2007年、救審判、宙魔シヴァヘラ、超聖使レッドムガルP、森聖タピフォー）
- ワンワンセレプー それゆけ!徹之進（森村義彦）

2007年
- ZOMBIE-LOAN（董奉）
- ヒロイック・エイジ（将軍、医師）

2008年
- ゲゲゲの鬼太郎（第5作）（火首、蹴原、剛の父）
- 西洋骨董洋菓子店 〜アンティーク〜（やっちゃん）
- 墓場鬼太郎（役員、吸血鬼）
- 魔法遣いに大切なこと 〜夏のソラ〜（ほのみの指導員）

2009年
- こんにちは アン 〜Before Green Gables（ジェラルド、ハドソン、トム、店主）
- ドラゴンボール改（フリーザの手下）
- ねぎぼうずのあさたろう（渡世人）

2010年
- アイアンマン（機長）
- 怪談レストラン（担当医、警官）
- 伝説の勇者の伝説（ラッヘル・ミラー）
- ポケモンレンジャー 光の軌跡（ナレーション、ラティオス）

2011年
- 爆丸バトルブローラーズ ガンダリアンインベーダーズ（アーナウト）
- BLOOD-C（古きもの）

2012年
- 妖狐×僕SS（幸蛇優二朗）
- PSYCHO-PASS サイコパス（チェ・グソン）
- 聖闘士星矢Ω（オルデュキア）
- 戦姫絶唱シンフォギア（広木防衛大臣）
- 探検ドリランド（キングデーモン）
- 忍たま乱太郎（2012年 - 2022年、棟りょう、商人、侵入者）
- BRAVE10（神主）
- ONE PIECE エピソードオブナミ 〜航海士の涙と仲間の絆〜（魚人）

2013年
- イクシオン サーガ DT（医師）
- 銀の匙 Silver Spoon（中島先生）
- 京騒戯画（教師）
- 探検ドリランド -1000年の真宝-（執事）

2014年
- エスカ&ロジーのアトリエ 〜黄昏の空の錬金術士〜（レイファー・ラックベリー）
- 人生相談テレビアニメーション「人生」（仁藤邦夫）
- ちびまる子ちゃん（2014年 - 2024年、養蜂家のおじさん、庄屋、ためぞう、泥棒、主人）
- DRAMAtical Murder（悪島）
- ディスク・ウォーズ:アベンジャーズ（ドクター・ストレンジ、ハンク・ピム博士）
- モモキュンソード（変態鬼）
- ワールドトリガー（ライモンド）

2015年
- 美少女戦士セーラームーンCrystal Season III（コーチ）
- ONE PIECE エピソードオブサボ 〜3兄弟の絆 奇跡の再会と受け継がれる意志〜（ジャルマック聖、ミロ〈ワンポコ〉）

2016年
- 暗殺教室（大物議員）
- 坂本ですが?（日本史教師、ロマンス三蔵）
- テイルズ オブ ゼスティリア ザ クロス（エギーユ）
- ドラゴンボール超（2016年 - 2017年、ゲップマン、歌手、第6宇宙の界王神 / フワ、ロウ、オレガノ）
- ONE PIECE 〜ハートオブゴールド〜（ユキムラ）

2017年
- ACCA13区監察課（スイツ区支部長）
- ようこそ実力至上主義の教室へ（2017年 - 2024年、教師、綾小路父） - 3シリーズ
- 結城友奈は勇者である（2017年 - 2021年） - 2シリーズ

2018年
- 刀使ノ巫女（柳瀬孝則）
- あそびあそばせ（済南先生）
- ONE PIECE エピソードオブ空島（長老）

2019年
- ゲゲゲの鬼太郎（第6作）（小野崎彰悟 / おどろおどろ、老人、大塚議員、編集長）
- RobiHachi（医師）

2020年
- アサティール 未来の昔ばなし（2020年 - 2024年、タラル、首長、部族の男、悪党、ジャーリド 他） - 2シリーズ

2021年
- デジモンアドベンチャー:（エテモン）
- 逆転世界ノ電池少女（ザバーンPVナレーション）
- デジモンゴーストゲーム（2021年 - 2022年、ヤタガラモン、レアレアモン、黄オボロモン）

2022年
- パリピ孔明（ナレーション）
- ぼっち・ざ・ろっく！（TV内音声、裁判官）
- 銀河英雄伝説 Die Neue These（ヘルダー）

2023年
- クレヨンしんちゃん（執事）
- この素晴らしい世界に爆焔を!（ゼスタ）
- 逃走中 グレートミッション（2023年 - 2024年、切り裂きジャック、仮面の男、ココベア）
- ニンジャラ（エドモンド）

2024年
- 戦国妖狐（語り、ナレーション） - 2シリーズ

2025年
- アポカリプスホテル（ニュース3、キャスター）
- 桃源暗鬼（桃屋五月雨）

### 劇場アニメ
1994年
- GS美神 極楽大作戦!!（カップル・男）
- ストリートファイターII MOVIE（男C）
- 劇場版美少女戦士セーラームーンS（アナウンサー）

1995年
- スペシャルプレゼント 亜美ちゃんの初恋 美少女戦士セーラームーンSuperS 外伝（講師）
- はじまりの冒険者たち レジェンド・オブ・クリスタニア（グリブ）
- マクロスプラス MOVIE EDITION（Dr.ワース）

1996年
- ゲゲゲの鬼太郎 大海獣（村人A）

1997年
- ゲゲゲの鬼太郎 妖怪特急! まぼろしの汽車（フランケン）
- 魔法学園LUNAR! 青い竜の秘密（スティル学園長）

2001年
- キン肉マンII世（ガゼルマン）

2002年
- キン肉マンII世 マッスル人参争奪! 超人大戦争（ガゼルマン）
- 名探偵コナン ベイカー街の亡霊（SP2）

2009年
- エト-eto-（ダビデ星の艦長）
- 仏陀再誕（謎の法廷の裁判官、テレビ番組の司会者）

2010年
- 昆虫物語 みつばちハッチ〜勇気のメロディ〜（ライト兄弟、バッチーナ）

2012年
- ドットハック セカイの向こうに（ゴンドー）

2013年
- ドラゴンボールZ 神と神

2014年
- PERSONA3 THE MOVIE #2 Midsummer Knight's Dream（桐条武治）

2015年
- PERSONA3 THE MOVIE #3 Falling Down（桐条武治）

2016年
- CYBORG009 CALL OF JUSTICE（プロフェッサー:スティーブン・アルキメデス）

2017年
- 結城友奈は勇者である -鷲尾須美の章- 第3章「やくそく」（役名表記なし）

2019年
- あした世界が終わるとしても（公卿）

2022年
- ONE PIECE FILM RED（五老星）

2024年
- きみの色（映像ナレーター）

### OVA
1990年
- アーシアン（警備員B）

1993年
- 機神兵団（団員）

1994年
- 青空少女隊（アナウンサー）
- GATCHAMAN（ギャラクター隊員）
- 銀河英雄伝説（シャノン）
- 超時空世紀オーガス02（パイロットA）
- マクロスプラス

1995年
- アミテージ・ザ・サード（ロス・シリバス）
- 鬼切丸（官憲）
- 3×3 EYES 〜聖魔伝説〜（フェイオー）
- MDガイストII 〜DEATH FORCE〜（ビースト）
- BE-BOP-HIGHSCHOOL（松原）
- 秘境探検ファム&イーリー（宿屋の主）
- 美少女遊撃隊バトルスキッパー（警官A、美少年3）
- 負けるな!魔剣道（妖怪）
- 楽勝!ハイパードール（支部長、先生）

1996年
- サンクチュアリ
- BURN-UP W（ウルフ・ヘッド）
- マスターモスキートン（紳士B）
- MAZE☆爆熱時空（怪鳥ロブロス）

1997年
- 富士見二丁目交響楽団（桐ノ院圭）

1998年
- 火宵の月 〜秋狂言〜（土御門有仁）

2001年
- 怪童丸（渡辺綱）

2002年
- 戦闘妖精雪風（参謀C）

2003年
- 機動新撰組 萌えよ剣（部長）
- .hack//GIFT（オルカ）

2008年
- ドラゴンボール オッス!帰ってきた孫悟空と仲間たち!!（合体アカ）

2011年
- 戦場のヴァルキュリア3 誰がための銃瘡（ミュンヒハウゼン）

### Webアニメ
- 美少女戦士セーラームーンCrystal（2015年、アナウンサー）
- スーパードラゴンボールヒーローズ 宇宙騒乱編プロモーションアニメ（2019年、フワ）
- 聖闘士星矢: Knights of the Zodiac（2019年、武装勢力）
- ケンガンアシュラ（2019年 - 2023年、太宰由紀夫[58]） - 2シリーズ [一覧 8]
- モンスターハンター ゲームドラマ ハンター日誌G（リチャード）
- スプリガン（2022年、ナレーション）
- リラックマと遊園地（2022年、運転手、斗升）
- 悪魔くん（2023年、魔術師）

### ゲーム
1995年
- ツインビーヤッホー! ふしぎの国で大あばれ!!（カーキ大佐、ワンダー将軍）
- 出たなツインビーヤッホー! DELUXE PACK（カーキ大佐、ワンダー将軍）

1996年
- LUNAR シルバースターストーリー（テムジン）

1997年
- 三國無双（関羽）
- シルエットミラージュ（メギド）
- ドラゴンナイト4（カロン）
- マリカ 〜真実の世界〜（キラーゼロ）
- メルティランサー Re-inforce（葦名恭馬）

1998年
- デストレーガ（ローゼン）
- 封神演義（聞仲、黄天化）
- ラングリッサーV 〜The End of Legend〜（アルヴィンス）

1999年
- グローランサー（アルカディウス王、ジャスティン）
- ゲッターロボ大決戦!（神隼人）
- 奏（騒）楽都市OSAKA（光・欣一）
- メルティランサー The 3rd Planet（葦名恭馬）

2000年
- 真・三國無双（関羽）
- ニンジャアサルト - アーケード版

2001年
- サモンナイト2（フォルテ、ゼルフィルド）
- 真・三國無双2（2001年 - 2002年、関羽、魏延） - 2作品

2002年
- 機動戦士ガンダム戦記 Lost War Chronicles（ルース・カッセル）
- GUILTY GEAR XX（あの男〈ストーリーモード〉）
- キン肉マンII世 正義超人への道（ガゼルマン）
- キン肉マンII世 新世代超人VS伝説超人（ガゼルマン、バロン・マクシミリアン）
- 三國志戦記（2002年 - 2003年、関羽、ナレーション） - 2作品
- ソウルキャリバーII（ラファエル・ソレル）
- テイルズ オブ ファンダム Vol.1（ミゲール・アルベイン）
- .hackシリーズ（オルカ、砂嵐三十郎、月長石）
- バトル封神（黄天化、聞仲）
- MELTY BLOOD（ワラキアの夜）

2003年
- Angel's Feather（水落瀬那）
- 機動戦士ガンダム めぐりあい宇宙（ルース・カッセル）
- サモンナイト3（フォルテ）
- 式神の城II（アノレゴス・ダンデオン）
- 真・三國無双3（2003年 - 2004年、関羽、魏延） - 3作品
- ドリームミックスTV ワールドファイターズ（モアイ）
- ONE PIECE グランドバトル! 3（五老星、アタッチ）

2004年
- AIRFORCE DELTA 〜BLUE WING KNIGHTS〜（ハリー・ギャレット、ボブ・タカヤナギ、ジョゼッペ・フェレッティ）
- エースコンバット5（アレン・C・ハミルトン）
- キン肉マン ジェネレーションズ（ガゼルマン）
- ぐるみん（ハイパボリック、モグロウ）
- 決戦III（一色藤長、細川藤孝）
- 桜坂消防隊（三木京介）
- サクラ大戦物語 〜ミステリアス巴里〜（ハインツ・シュペングラー）
- シャイニング・ティアーズ（ヴォルグ）
- 空の森 〜追憶ノ棲ム館〜（岸和田章ノ輔）
- ドラゴンボールZ 舞空闘劇（ジース）
- ボボボーボ・ボーボボ 爆闘ハジケ大戦（システムボイス）
- マグナカルタ（ジェカルト、アモン）
- ロックマンX コマンドミッション（スカーフェイス、ワイルドジャンゴー）
- MELTY BLOOD Re・ACT（ワラキアの夜）

2005年
- 悪魔城ドラキュラ 闇の呪印（ラルフ・C・ベルモンド）
- Another Century's Episode
- 真・三國無双4（2005年 - 2006年、関羽、魏延） - 3作品
- ソウルキャリバーIII（ラファエル・ソレル）
- テイルズ オブ レジェンディア（ギート、シャドウ）
- ボボボーボ・ボーボボ 脱出!!ハジケ・ロワイヤル（ジェイル）
- MELTY BLOOD Act Cadenza（ワラキアの夜）

2006年
- Another Century's Episode 2（アルバート・ライネン）
- ガンダム バトルロワイヤル（ルース・カッセル）
- 機動戦士ガンダム スピリッツオブジオン（ルース・カッセル）
- キン肉マン マッスルジェネレーションズ（ガゼルマン）
- 雀・三國無双（関羽、魏延）
- ジョジョの奇妙な冒険 ファントムブラッド
- 新 鬼武者 DAWN OF DREAMS（白い紳士）
- .hack//G.U.（2006年 - 2017年、蒼海のオルカ） - 2作品
- テイルズ オブ ファンタジア -フルボイスエディション-（ミゲール・アルベイン）

2007年
- SDガンダム GGENERATION（2007年 - 2016年、ルース・カッセル） - 5作品
- ガンダム バトルクロニクル（ルース・カッセル）
- 真・三國無双5（2007年 - 2009年、関羽、魏延） - 2作品
- スーパーロボット大戦OG外伝（アルティス・タール）
- VitaminX（真壁吉仲）
- ペルソナ3 フェス（桐条武治）
- 無双OROCHI（関羽、魏延）

2008年
- ガンダムバトルユニバース（ルース・カッセル）
- ソウルキャリバーIV（ラファエル・ソレル）
- 無双OROCHI 魔王再臨（関羽、魏延）
- MELTY BLOOD Actress Again（ワラキアの夜）
- 龍が如く 見参!
- ルーンファクトリー フロンティア（カンロ、ローランド）

2009年
- ソウルキャリバー Broken Destiny（ラファエル・ソレル）
- ペルソナ3 ポータブル（桐条武治）
- 無双OROCHI Z（関羽、魏延）
- LUNAR ハーモニー オブ シルバースター（テムジン）

2010年
- 真・三國無双 MULTI RAID 2（関羽、魏延）
- STORM LOVER（卯都木優成）
- .hack//Link（オルカ、砂嵐三十郎、月長石）

2011年
- 海賊戦隊ゴーカイジャー あつめて変身!35戦隊!（パチャカマック13世）
- code 18（浅倉義人）
- 真・三國無双6（2011年 - 2012年、関羽、魏延） - 4作品
- 真・三國無双 NEXT（関羽、魏延）
- 無双OROCHI 2（2011年 - 2013年、関羽、魏延） - 4作品

2012年
- 英雄伝説 零の軌跡 Evolution（ヘンリー・マクダエル）
- シャイニング・ブレイド（エールブラン）
- 真・三國無双 VS（関羽）
- ダークエスケープ 3D（仮面の男）
- 第2次スーパーロボット大戦OG（トールス・ザン・ゼテキネス）
- ソウルキャリバーV（ナイトメア）
- ドラゴンボールヒーローズ（2012年 - 2025年、最長老、南の界王神、パンブーキン、ドクター・ミュー、ジンジャー、エビフリャー、合体アカ、四星龍〈2代目〉） - 7作品
- NEWラブプラス（大岩正美）

2013年
- エスカ&ロジーのアトリエ 〜黄昏の空の錬金術士〜（レイファー・ラックベリー）
- 真・三國無双7（2013年 - 2014年、関羽、魏延） - 3作品
- スーパーロボット大戦OG ダークプリズン（キナハ・ソコンコ）
- テイルズ オブ ハーツ R
- デジモンアドベンチャー（エテモン）

2014年
- 英雄伝説 碧の軌跡 Evolution（ヘンリー・マクダエル）
- 魁!!男塾 〜日本よ、これが男である!〜（雷電）
- 機動戦士ガンダム サイドストーリーズ（ルース・カッセル）
- ジェイスターズ ビクトリーバーサス（システムボイス）
- シャイニング・レゾナンス（ゲイボルグ）
- シャリーのアトリエ 〜黄昏の海の錬金術士〜（レイファー・ラックベリー）
- テイルズ オブ アスタリア（ティルグ）
- 討鬼伝 極（九葉）

2015年
- エスカ&ロジーのアトリエ Plus 〜黄昏の空の錬金術士〜（レイファー・ラックベリー）
- ジョジョの奇妙な冒険 アイズオブヘブン（ホワイトスネイク / C-MOON）
- スーパーロボット大戦BX（マーダル士官）
- テイルズ オブ ゼスティリア（エギーユ）
- デジモンストーリー サイバースルゥース（エテモン）
- ドラゴンボールZ 超究極武闘伝（四星龍）
- ドラゴンボールゼノバース（四星龍）

2016年
- スーパーロボット大戦OG ムーン・デュエラーズ（キナハ・ソコンコ）
- テイルズ オブ ベルセリア
- デジモンワールド -next 0rder-（メタルエテモン）
- 討鬼伝2（九葉）
- ドラゴンボール ゼノバース2（四星龍）
- ドラゴンボールフュージョンズ（四星龍、最長老）
- 百花百狼 〜戦国忍法帖〜

2017年
- ゼノブレイド2（ニルニー）

2018年
- 真・三國無双8（2018年 - 2021年、関羽、魏延）- 2作品
- ゼノブレイド2 黄金の国イーラ（ラダリア）
- 無双OROCHI 3（2018年 - 2019年、関羽、魏延） - 2作品
- ソウルキャリバーVI（ラファエル）

2019年
- スーパーロボット大戦T（エイム・プレズバンド）

2020年
- ドラゴンボールZ カカロット（最長老、パンブーキン）
- 原神（オズ）
- 魔女の泉3 Re: Fine（リーガル）

2021年
- サンクタス戦記-GYEE-（ラボアン）
- クッキーラン: キングダム（ダークカカオクッキー）

2022年
- デジモンサヴァイブ（チンロンモン）
- ゼノブレイド3
- コードギアス 反逆のルルーシュ ロストストーリーズ（2022年 - 2023年、アンドレアス・ダールトン〈2代目〉）

2023年
- ONE PIECE ODYSSEY
- 共闘ことばRPG コトダマン（エテモン）
- 機動戦士ガンダム U.C. ENGAGE（ルース・カッセル）

2024年
- ペルソナ3 リロード（桐条武治）

2025年
- 真・三國無双 ORIGINS（関羽）

### ドラマCD
- アーシアン オーディオ・ドラマ（通信、守衛）
- Weiß kreuz Wish A Dream collection II A four-leaf clover（リョウ）
- 王都妖奇譚 化石の海（晴明の養父）
- 王都妖奇譚 妖星 前編（参議）
- きまぐれオレンジ☆ロード Original（大塚教諭）
- 銀の匙 Silver Spoon 第9巻特別版（中島先生）
- サモンナイト あの日のカケラ 前・後編（フォルテ）
- シャーロック・ホームズ 四つの署名（ウィリアムズ）
- 真・三國無双 風焔乱舞（関羽）
- ゼノサーガOUTER FILEVol.1（連邦捜査官）
- 中年進化論 PLUS（監督）
- 超人学園ゴウカイザー（ナレーター）
- 帝都紳士倶楽部（御者、給仕）
- テイルズ オブ シンフォニア ロデオライド・ツアー VOL.2（ギフォード）
- テイルズ オブ ファンタジア ドラマCD（ミゲール、イシュラント）
- テイルズ オブ ファンタジア なりきりダンジョン -月の章-（国王）
- 天馬の血族（神官）
- 街 第Qの男 〜QはquestionのQ〜（牛尾政美、馬部甚太郎）
- みすて♡ないでデイジー（ロシア兵）

#### BLCD
- 裏刀神記（比良坂綱家/園田涼太郎）
- Angel's Featherシリーズ（水落瀬那）
- お手討ち覚悟！（アルフレッド理事長）
- 疵 スキャンダル（桐原晃司）
- こいきな男らシリーズ（伊達悟）
- 富士見二丁目交響楽団（桐ノ院圭）
- Black or White（高遠俊一）
- 淫らな罠に堕とされて（鈴本達也）

### ラジオドラマ
- 青山二丁目劇場
  - 運命というやつ（2011年） - 占い師
  - 指示待ち人間のどこが悪い!（2011年） - 広田課長
  - キューピッドは結婚詐欺師（2012年） - 早川武彦
  - 柱時計（2012年） - 執事
  - すいません、私はもうすぐ着きます（2013年） - ポンチャイ
  - サバイバーズ・ギルト（2013年） - 医師
  - ひび割れたフルムーン（2013年） - 和也
  - 未来の息子（2013年） - 理子の父
  - おばあちゃんと一緒に（2014年） - 伊曽保
  - カーテンと小説の向こう（2015年） - 浅田
  - 桜並木（2015年） - 父
  - 左腕の幽霊（2015年） - 医者
- 花の慶次 -雲のかなたに-（2012年） - 佐々成政
- 大英博物館展連動企画「モノが語る世界の歴史」（2015年、NHK） - ニール・マクレガーの声

### 吹き替え

#### 映画
- 映画 真・三國無双（関羽〈ハンギョン〉[80]）
- ザ・インターネット ※テレビ朝日版
- シュガー・ヒル（ロメロ〈ウェズリー・スナイプス〉）
- スパイキッズ（ミスター・リスプ〈ロバート・パトリック〉）※ソフト版
- スピード（テリー〈デヴィッド・クリーゲル〉[81]）※ソフト版
- 羊たちの沈黙 ※テレビ朝日版
- ロミオ・マスト・ダイ（マック〈イザイア・ワシントン〉[82]）※DVD・ビデオ版

#### ドラマ
- IRIS-アイリス-（ホン・スンリョン〈チョ・ウォニ〉、ナレーター）
- X-ファイル
- I LOVE!オリバー（アナウンサー）※第3話
- ザ・プラクティス ボストン弁護士ファイル（スコット・シンプソン）
- 三国志演義 ※NHK-BS2版
- 新スーパーマン（コンバット、ジョー）
- パワーレンジャー・ミスティックフォース（コーラッグ）
- 名探偵モンク シーズン3 #16（ラジオ朗読の声）

#### アニメ
- くもりときどきミートボール2 フード・アニマル誕生の秘密（TVナレーター）
- 超ロボット生命体 トランスフォーマー プライム（メディックノックアウト、グラ、シャイニンググラB）
- トランスフォーマー アーススパーク（クインタスプライム[83]）
- バットマン:ブレイブ&ボールド（モングル）
- ホワット・イフ...?（ラウフェイ）

#### 人形劇
- きかんしゃトーマス（貨車たち、警察官）

### テレビ番組
- AKB48 SHOW!（外国人教師イアン）

### 特撮
- ウルトラシリーズ
  - ウルトラマンティガ（1997年、TPC中国支部幹部の声）
  - ウルトラマンガイア ガイアよ再び（2001年、ジェレミー・スピノザの声）
  - ウルトラマンネクサス（2004年、新番組ナレーション、ウルトラマンネクサスの声）
  - ウルトラマンX（2015年、ウルトラマンネクサスの声）
- スーパー戦隊シリーズ
  - 百獣戦隊ガオレンジャー（2001年、デュークオルグ・ドロドロの声）
  - 獣拳戦隊ゲキレンジャーVSボウケンジャー（2008年、パチャカマック12世の声）
  - 海賊戦隊ゴーカイジャー（2011年、パチャカマック13世の声）
  - 動物戦隊ジュウオウジャー（2016年、トランパスの声）
- 魔弾戦記リュウケンドー（2006年、ゴウリュウガン / マグナゴウリュウガンの声）
- 仮面ライダーシリーズ
  - 仮面ライダーディケイド（2009年、仮面ライダーシザースの声）
  - 仮面ライダーフォーゼ（2012年、ラジオの声）
- 宇宙刑事 NEXT GENERATION（2014年、ナレーション[84]、リザードダブラーの声[85]）

### ナレーション

#### TBS
- ウンナンのホントコ!
- おはよう!グッデイ
- ジャスト - 木曜の「きよ彦・林マヤコーナー」「お宅訪問」を担当
- 世界のみんなに聞いてみた
- 徳光&安住の感動再会"逢いたい!"スペシャル
- ひるおび!
- フードバトルクラブ
- ファミ☆ピョン
- 報道特集
- Momm!!
- 人間解析ドキュメント
- リンカーン

#### NHK
- NHK高校講座「生物基礎」（NHK総合）
- クローズアップ現代（NHK総合）
- 地球!ふしぎ大自然（NHK総合）
- スーパーハイビジョンなび（NHK総合）
- 成駒屋・芝翫一家の門出〜三田寛子の子育て福笑い〜（2019年1月1日、NHK総合）

#### フジテレビ
- ココリコミラクルタイプ
- スーパーニュース
- とんねるずのみなさんのおかげでした
- 土曜プレミアム 池上彰緊急スペシャル 世界が変わった日（2011年9月10日）
- 発掘!あるある大事典
- ビッグトゥデイ
- 爆笑 大日本アカン警察

#### BS
- 宇宙ニュース（BSジャパン）
- 賢者の選択（BS朝日）
- 地球ゆうゆう紀行（BSジャパン）
- ハイビジョン特集（NHK BS2）
- BBC地球伝説（BS朝日）
- BS世界のドキュメンタリー（NHK BS1）
- プレミアムカフェ（NHK BSプレミアム）
- PureBoys The Pure（BSフジ）
- BS1スペシャル「幻の巨大空母"信濃"〜乗組員が語る 大和型"不沈空母"の悲劇〜」（2019年8月11日、NHK BS1）

#### テレビ朝日
- クロハ〜機捜の女性捜査官〜（2015年）
- 激レアさんを連れてきた。
- サンデー・フロントライン
- スーパーJチャンネル  - 過去に「密着!そうだったのか」を担当
- 忠臣蔵〜その男、大石内蔵助
- トゥナイト2
- 林修の今でしょ!講座
- テレメンタリー2019「揺らぐ 〜袴田事件とDNA鑑定〜」（2019年2月17日、テレビ朝日・静岡朝日テレビ制作）
- 弁護士といっしょです
- 目指せ!ケンコウ芸人 笑いより健康が気になる芸人が集まる診療所（2018年9月4日）

#### 日本テレビ
- ガキの使いやあらへんで!
- クイズ!常識の時間!!
- スッキリ!! - 「阿部祐二THE DEPTH」を担当
- 世界まる見え!テレビ特捜部
- タモリ倶楽部 - 2018年4月6日放送分より本編ナレーション担当
- ビートたけし特別主催 おバカンヌNo.1映像祭

#### その他
- 片岡鶴太郎のにっぽん蕎麦紀行（テレビ東京）
- 全日本リアクションタイトルマッチ（関西テレビ）
- Channel a（テレビ神奈川）
- 地球ゆうゆう紀行（テレビ東京）
- 匠の息吹を伝える〜"絶対"なき技術の伝承〜（サイエンスチャンネル）
- 西村京太郎の鉄道ミステリー（旅チャンネル）
- ポケモン☆サンデー（テレビ東京系）

### ボイスオーバー
- NHKスペシャル（NHK総合）
- クローズアップ現代（NHK総合）
- エンタ!見たもん勝ち（フジテレビ）
- 運命のダダダダーン!（テレビ朝日）
- 英雄たちの選択（NHK BSプレミアム）
- ハイビジョン特集（NHK BSプレミアム）
- 金曜プレステージ「防災の日SP 首都大震災〜わ・す・れ・な・い 3・11の警告〜」（フジテレビ）
- 芸術ハカセ（テレビ朝日）
- 幸せホーム探偵社（TBS）
- 実録!世界の逆転裁判〜評決のとき〜（TBS）
- 衝撃リポート!!世界の怪奇現象・大追跡スペシャル（日本テレビ）
- 報道ステーション（テレビ朝日）
- 報道スクープSP 世紀の大事件（フジテレビ）
- 世界遺産（TBS）
- 世界まる見え!テレビ特捜部（日本テレビ）
- 世界一受けたい授業（日本テレビ）
- 24時間テレビ 「愛は地球を救う」（日本テレビ）
- タモリのグッジョブ!胸張ってこの仕事（TBS）
- トリビアの泉（フジテレビ）
- とくダネ!発 GO-ガイ!（フジテレビ）
- 中居正広の金曜日のスマたちへ（TBS）
- 謎を解け!まさかのミステリー（日本テレビ）
- 爆報! THE フライデー（TBS）
- 爆笑おすピー問題（フジテレビ）
- 100分de名著（NHK-Eテレ）
- BS歴史館（NHK BSプレミアム）
- マサカ!の映像GP〜見るだけで感動&衝撃!世界の映像大放出SP〜（TBS）
- 歴史から学ぶ健康法! 英雄たちのカルテ（BS朝日）

### キャラクターソング
- 『デジモンアドベンチャー好敵手キャラソングファイル』（エテモン）「ラブセレナーデ」※2000年
- キン肉マンII世シリーズ（ガゼルマン）「ガゼルマンの叫び」
  - 『キン肉マンII世 キャラクターソングコレクション新世代正義超人の歌』※2002年
  - 『キン肉マンII世 マッスルベスト』※2002年
  - 『キン肉マンII世 The Perfect Collection』※2008年
- 『 Memories 』 Angel's Feather キャラクターソング（水落瀬那×千倉杏里）※2006年

### CM
- カスタムロボGX
- ガンプラ35周年 新生-REVIVE-
- ジョンソン「パイプユニッシュ」・「カビキラー」
- 任天堂・ファイアーエムブレム 封印の剣
- バンダイ・ウルトラマン「サウンドバトラーシリーズ」
- バンダイ・デジモンアドベンチャー アノードテイマー

### その他コンテンツ
- 機動戦士ガンダム0079カードビルダー（ルース・カッセル）
- 名フィル・竹本泰蔵の永遠の名作映画、懐かしのメロディー「ローマの休日」（2023年3月19日、東海市芸術劇場） - アーヴィング・ラドビッチ（エディ・アルバート） 役

### シリーズ一覧
1. ↑  第3シリーズ『S』（1994年）、第4シリーズ『SuperS』（1995年）
2. ↑  第1期（2002年）[30]、第2期『ULTIMATE MUSCLE』（2004年）[31]、第3期『ULTIMATE MUSCLE2』（2006年）[32]
3. ↑  第1期（2004年）、第2期『エクセリオン』（2005年）
4. ↑  第1期（2017年）、第2期『2nd Season』（2022年）、第3期『3rd Season』（2024年）
5. ↑  第2期『-鷲尾須美の章-/-勇者の章-』（2017年 - 2018年）、第3期『-大満開の章-』（2021年）
6. ↑  第1作（2020年）、第2作『アサティール2 未来の昔ばなし』（2024年）
7. ↑  第一部『世直し姉弟編』（2024年）、第二部『千魔混沌編』（2024年）
8. ↑  シーズン1/パート2（2019年）、シーズン2/パート1（2023年）
9. ↑  『真・三國無双2』（2001年）、『猛将伝』（2002年）
10. ↑  『真・三國無双3』（2003年）、『猛将伝』（2003年）、『Empires』（2004年）
11. ↑  『真・三國無双4』（2005年）、『猛将伝』（2005年）、『Empires』（2006年）
12. ↑  『Vol.2 君想フ声』（2006年）、『Last Recode』（2017年）
13. ↑  『SPIRITS』（2007年）、『WARS』（2009年）、『WORLD』（2011年）、『OVER WORLD』（2012年）、『GENESIS』（2016年）
14. ↑  『真・三國無双5』（2007年）、『Empires』（2009年）
15. ↑  『真・三國無双6』（2011年）、『Special』（2011年）、『猛将伝』（2011年）、『Empires』（2012年）
16. ↑  『無双OROCHI 2』（2011年）、『Special』（2012年）、『Hyper』（2012年）、『Ultimate』（2013年）
17. ↑  『ヒーローズ』（2012年 - 2015年）、『アルティメットミッション』（2013年）、『アルティメットミッション2』（2014年）、『スーパードラゴンボールヒーローズ』（2016年 - 2018年）、『アルティメットミッションX』（2017年）、『ワールドミッション』（2019年）、『ドラゴンボールスーパーダイバーズ』（2025年）
18. ↑  『真・三國無双7』（2013年）、『猛将伝』（2013年）、『Empires』（2014年）
19. ↑  『真・三國無双8』（2018年）、『Empires』（2021年）
20. ↑  『無双OROCHI 3』（2018年）、『Ultimate』（2019年）